# Achille Ridolfi
Achille Ridolfi (Liegi, 15 giugno 1979) è un attore belga, attivo sia a teatro che al cinema.

## Biografia
Ridolfi intraprende i propri studi in recitazione all'Institut Supérieur des Arts di Bruxelles, al termine dei quali comincia a esibirsi per il Théâtre Varia di Ixelles. Dopo diversi anni trascorsi sul palcoscenico, Ridolfi debutta al cinema nel 2006, ottenendo un ruolo di supporto in un lungometraggio di Bernard Campan. Negli anni successivi lavora per registi come Jaco Van Dormael, Vincent Lannoo e Philipp Stölzl.
Riceve il plauso della critica nel 2012 in seguito all'interpretazione di Padre Achille in In nome del figlio (2012), seconda collaborazione con il registra Vincent Lannoo, grazie alla quale riceve il premio Magritte per la migliore promessa maschile.

## Filmografia parziale
- The Expatriate - In fuga dal nemico (Erased), regia di Philipp Stölzl (2012)
- In nome del figlio (Au nom du fils), regia di Vincent Lannoo (2012)
- Dio esiste e vive a Bruxelles, regia di Jaco Van Dormael (2015)
- Sola al mio matrimonio (Seule à mon mariage), regia di Marta Bergman (2018)